# Return to the Sauce
Return to the Sauce је десети студијски албум израелског психоделичног тренс дуа Infected Mushroom. Објављен је 27. јануара 2017. за издавачку кућу HOMmega Productions. Албум је на неки начин повратак коријенима односно првим албумима који је бенд објавио. Слично као и претходни албум Converting Vegetarians II из 2015, албум садржи велику употребу Infected Mushroom-овог прилагођеног додатка Infected Mushroom за помјерање висине тона, Manipulator, коме је посвећена једна пјесма на албуму. И на овом албуму, као и на претходним, има много блискоисточног утицаја у звуку и мелодијама. Пјесме са албума "Nutmeg" и "Liquid Smoke" објављени су као синглови и као дио мини албума у годинама које су претходиле објављивању овог албума. 

## Списак пјесама
1. "Flamingo" – 8:44
2. "Manipulator" – 6:33
3. "Return to the Sauce" – 7:46
4. "Groove Attack" – 6:48
5. "Xerox - Gravity Waves (Infected Mushroom Remix 2017)" – 8:36
6. "Demons of Pain (Remix)" – 7:48
7. "Milosh" – 10:49
8. "Nutmeg" – 7:36
9. "Liquid Smoke" – 6:39
10. "Return to the Sauce Continuous Mix" - 48:04